# Euploea vertenteni
Euploea vertenteni är en fjärilsart som beskrevs av Gustaaf Hulstaert 1924. Euploea vertenteni ingår i släktet Euploea och familjen praktfjärilar. Inga underarter finns listade i Catalogue of Life.